# Aciurina maculata
Aciurina maculata es una especie de insecto del género Aciurina de la familia Tephritidae del orden Diptera.

## Historia
Fue descrita científicamente por primera vez en el año 1919 por Cole.